# Plainval
Plainval es una comuna francesa situada en el departamento de Oise, en la región de Alta Francia.

## Demografía
| 295 | 287 | 257 | 265 | 278 | 318 | 412 |
| Para los censos de 1962 a 1999 la población legal corresponde a la población sin duplicidades (Fuente: INSEE [Consultar]) |     |     |     |     |     |     |